# Hale, Hampshire
Hale är en ort och civil parish i Storbritannien.   Den ligger i grevskapet Hampshire och riksdelen England, i den södra delen av landet, 130 km sydväst om huvudstaden London. Hale ligger 62 meter över havet och antalet invånare är 578.
Terrängen runt Hale är platt. Runt Hale är det ganska tätbefolkat, med 207 invånare per kvadratkilometer. Närmaste större samhälle är Salisbury, 13,9 km norr om Hale. I omgivningarna runt Hale växer i huvudsak blandskog.